# Friedrich Hoffmann
Friedrich Hoffmann, född 19 februari 1660 i Halle an der Saale, död där 12 november 1742, var en tysk läkare. 
Hoffmann väckte som praktiserande läkare i Jena, genom det stora bifall han rönte, professorernas avund. Efter ett besök i England (1684–85), där han fick nära kontakt med Robert Boyle, praktiserade han i Minden och Halberstadt samt utnämndes 1693 till medicine professor vid universitetet i Halle, där han med undantag av åren 1709–12, då han vistades som hovläkare i Berlin, verkade till sin död. 
Hoffmann var en av sin tids mest betydande medicinska skriftställare. Hans teori gick ut på att genom beaktande av livsprocessernas materiella och dynamiska sida hålla en medelväg mellan Herman Boerhaaves och Georg Stahls läror och sålunda tillfredsställa alla partier; men i synnerhet vinnlade han sig om den praktiska sidan av läkarvetenskapen. Ett särskilt erkännande förtjänar hans sorgfälliga uppmärksamhet på sjukdomarnas orsaker och på patienternas dietetiska förhållande, hans naturtrogna och klara beskrivning av många sjukdomar och bland annat även hans anmärkningar över urinens förändringar under sjukliga tillstånd. Med stor omsorg studerade han även de genom sjukdomarna uppkomna förändringarna av kroppens organ. Vid sjukdomars behandling använde han endast få läkemedel, undvek våldsamma ingrepp och anordnade en lämplig diet för den sjuke. Stora förtjänster inlade han slutligen genom undersökning och beskrivning av mineralkällor. 
Hoffmanns samlade arbeten, Opera, utgavs 1748. Efter honom är Hoffmanns droppar uppkallade.

## Bibliografi (i urval)

Operum omnium physico-medicorum